# John Schelde
John Schelde Larsen (født 18. august 1951 i Middelfart) er en dansk skuespiller. Han er søn af repræsentant Poul Erik Larsen (1925-2015) og hustru Ellen Bitten Schelde Larsen (1929-2023) af Brenderup på Fyn.
Han var medstifter af Bådteatret. I brede kredse kendt som Mads Skjerns svigersøn Mogens Lamborg i TV-serien Matador. Har været ansat på Jomfru Ane Teatret, hvor han bl.a. medvirkede i Lars Borbergs Forsvindingsnumre. Forlod scenen i 1989, hvor han flyttede til Pietrasanta i Italien. Her han siden har ernæret sig som importør af danske brændeovne.

## Eksterne links
- John Schelde på Internet Movie Database (engelsk)
- John Schelde på Filmdatabasen
- John Schelde på danskefilm.dk
- John Schelde på danskfilmogtv.dk